# Giáo sư thỉnh giảng
Trong học thuật, một giáo sư thỉnh giảng, học giả thỉnh giảng, nhà nghiên cứu thỉnh giảng hoặc giảng viên thỉnh giảng là một học giả từ một tổ chức học thuật đương nhiệm được mời đến tổ chức học thuật khác để giảng dạy, thuyết trình hoặc hợp tác nghiên cứu về một chủ đề có giá trị. Trong một số trường hợp, học giả thỉnh giảng là một vị trí nghiên cứu ngắn hạn sau đại học nằm trong khuôn khổ hợp trao đổi hợp tác giữa các tổ chức học thuật.

## Đặc điểm
Trong nhiều trường hợp, vị trí đó không được trả lương do học giả đó đã được trả lương bởi cơ sở giáo dục đương nhiệm của họ (hoặc trả lương một phần, như trong một số trường hợp nghỉ phép tại các trường đại học Hoa Kỳ). Tuy nhiên cũng có một số trường hợp thỉnh giảng được trả lương toàn phần.
Thông thường, một học giả thỉnh giảng có thể lưu lại vài tháng hoặc thậm chí một năm, và thời gian lưu trú có thể được gia hạn. Thông thường, một học giả đến thăm được tổ chức chủ trì mời, và được họ cung cấp chỗ ở. Một lời mời như vậy thường được coi là công nhận sự nổi bật của học giả trong lĩnh vực này. 
Việc thu hút các học giả nổi tiếng đến thăm thường cho phép các giảng viên và nghiên cứu sinh hợp tác với các học giả nổi tiếng từ các cơ sở khác, đặc biệt là các tổ chức nước ngoài. 